# Erquery
Erquery é uma comuna francesa na região administrativa de Altos da França, no departamento de Oise. Estende-se por uma área de 5,91 km². Em 2010 a comuna tinha 609 habitantes (densidade: 103 hab./km²).